# Saison 3 de Mafiosa
Chronologie
Saison 2 de Mafiosa Saison 4 de Mafiosa
Cet article présente le guide des épisodes de la troisième saison de la série télévisée française Mafiosa, le clan.

## Distribution

### Acteurs principaux
- Hélène Fillières : Sandra Paoli
- Thierry Neuvic : Jean-Michel Paoli
- Éric Fraticelli : Antoine Campana, dit « Tony »
- Frédéric Graziani : Joseph Emmanuel Frédéric Mordiconi, dit « Manu »

### Acteurs récurrents
- JoeyStarr : Moktar
- Lionel Tavera : Migué Poli
- Reda Kateb : Nader Bouamen
- Jean-Pierre Kalfon : Toussaint Scaglia
- Véronique Volta : Saudade Canarelli
- Phareelle Onoyan : Carmen Paoli
- Pierre Leccia : Pierre-Mathieu Grimaldi
- Jean-François Perrone : Jean Santini
- Héléna Noguerra : Livia « Laëtitia » Tavera
- Abraham Belaga : Mikaël Giacomini

## Fiche technique
- Scénariste : Pierre Leccia et Éric Rochant
- Réalisateur : Éric Rochant

## Liste des épisodes

### Épisode 1
- Diffusion(s) : 
  -  France : 22 novembre 2010 sur Canal+
- Résumé :
  - De retour à Bastia, Sandra Paoli se heurte au maire de Capu Biancu qui s'oppose à son projet de construction d'un complexe hôtelier sur le littoral. Craignant les représailles de la Mafiosa, celui-ci se met sous la protection de Grimaldi, un nationaliste affairiste. A l'hôpital, plongé dans le coma, Jean-Michel Paoli lutte contre la mort...

### Épisode 2
- Diffusion(s) : 
  -  France : 22 novembre 2010 sur Canal+
- Résumé :
  - Malgré les menaces des nationalistes, Sandra maintient la pression sur le maire et finit par obtenir son permis de construire. Furieux, Grimaldi lui déclare une guerre ouverte. Enfin sorti du coma, Jean-Michel promet à sa sœur qu'il fera en sorte de ne plus jamais se trouver sur sa route. Il propose à Mikael, le petit ami de sa fille, d'intégrer la nouvelle équipe qu'il est en train de former. Ensemble, ils font main basse sur un night-club, le Bellagio. À Marseille, Moktar demande à Sandra d'héberger son neveu Nader, en cavale après avoir abattu deux hommes qui maltraitaient une femme...

### Épisode 3
- Diffusion(s) : 
  -  France : 29 novembre 2010 sur Canal+
- Résumé :
  - Furieux de voir le Bellagio repris par Jean-Michel, Tony et Manu, les deux lieutenants de la Mafiosa, font sauter le night-club. Se satisfaisant de moins en moins de sa place de lieutenant au sein de la famille Paoli, Tony veut s'affranchir et monter sa propre affaire. Sandra se rapproche de Manu afin qu'il ramène Tony à la raison...

### Épisode 4
- Diffusion(s) : 
  -  France : sur Canal+
- Résumé :
  - Alors que Tony joue un jeu dangereux en incitant sournoisement Jean Santini à venger son frère, Jean-Michel, Mikael et leur bande braquent un fourgon bancaire et dérobent 5 millions d'euros. Côté nationaliste, Grimaldi cherche à rallier tous les groupuscules nationalistes dans son affrontement avec Sandra. Sandra, elle, succombe au charme de Nader contre lequel les policiers marseillais viennent de lancer un mandat...

### Épisode 5
- Diffusion(s) : 
  -  France :  sur Canal+
- Résumé :
  - Depuis Marseille, Moktar tente de mettre un terme à l'idylle entre son neveu et Sandra. A Bastia, les nationalistes s'organisent. Sous l'égide de Grimaldi, ils donnent une conférence de presse au cours de laquelle ils désignent officiellement Sandra comme leur ennemie. Grimaldi offre à Sandra de racheter ses terrains, mais celle-ci refuse...

### Épisode 6
- Diffusion(s) : 
  -  France :  sur Canal+
- Résumé :
  - Face à l'opposition toujours plus violente entre sa bande et les lieutenants de sa sœur, Jean-Michel demande à Mikael de calmer ses hommes. Prêt à tout pour venir à bout de Sandra, Grimaldi cherche à débaucher Tony du clan Paoli et lui propose de l'aider à se débarrasser de la mafiosa. Mais Tony refuse et Sandra, touchée par sa fidélité, lui propose, ainsi qu'à Manu, de devenir son associée...

### Épisode 7
- Diffusion(s) : 
  -  France :  sur Canal+
- Résumé :
  - Rongé par le remords après avoir donné Sandra à la police, Nader finit par tout lui avouer, tout en sachant que cette confidence risque de lui coûter cher. Trahie par l'homme qu'elle aime, Sandra l'abandonne à la colère de son oncle avant de retourner s'occuper de ses autres affaires urgentes. À Paris, Grimaldi fait pression sur le patron d'un cercle de jeu parisien, qui devait s'associer avec la Mafiosa. Persuadé qu'elle va enfin lui céder, le leader nationaliste réitère sa proposition d'achat. Sandra semble prête à accepter son offre, mais rien n'est encore décidé. Elle envisage des mesures radicales à l'encontre de Grimaldi...

### Épisode 8
- Diffusion(s) : 
  -  France :  sur Canal+
- Résumé :
  - La mort de Grimaldi permet au numéro deux du mouvement indépendantiste, Paul Bonafedi, de reprendre la main. Il réussit à organiser l'union de tous les groupes nationalistes, qui votent la mort de Sandra. En parallèle, Bonafedi propose à Jean-Michel de reprendre l'intégralité des affaires bastiaises de la Mafiosa s'il l'aide à écarter Sandra...